# راسيل همفريز
راسيل همفريز (بالإنجليزية: Russell Humphreys)‏ هو كاتب أمريكي، ولد في 2 فبراير 1942 في وايندوت في الولايات المتحدة.